# Елітсерія з хокею 1934—1935
Елітсерія: 1934—1935 — 8-й сезон у Елітсерії, що була на той час найвищою за рівнем клубною лігою у шведському хокеї з шайбою. В наступному сезоні чемпіонат замінили на «Свенска серієн».
У чемпіонаті взяли участь 8 клубів. Турнір проходив у два кола.
Переможцем змагань став клуб «Гаммарбю» ІФ (Стокгольм).

## Турнірна таблиця
|   | Команда                            | І  | В  | Н | П  | Ш       | О  |
| - | ---------------------------------- | -- | -- | - | -- | ------- | -- |
| 1 | «Гаммарбю» ІФ (Стокгольм)          | 14 | 10 | 2 | 2  | 36 - 13 | 24 |
| 2 | АІК Стокгольм                      | 14 | 7  | 3 | 4  | 42 - 29 | 17 |
| 3 | ІК «Йота» (Стокгольм)              | 14 | 7  | 3 | 4  | 24 - 25 | 17 |
| 4 | Седертельє СК                      | 14 | 5  | 5 | 4  | 22 - 20 | 15 |
| 5 | ІК «Гермес» (Стокгольм)            | 14 | 6  | 3 | 5  | 22 - 24 | 15 |
| 6 | «Карлбергс» БК (Стокгольм)         | 14 | 5  | 4 | 5  | 24 - 22 | 14 |
| 7 | Нака СК                            | 14 | 2  | 4 | 8  | 20 - 3  | 8  |
| 8 | УоІФ «Маттеуспойкарна» (Стокгольм) | 14 | 1  | 2 | 11 | 18 - 42 | 4  |